# Przesmyk

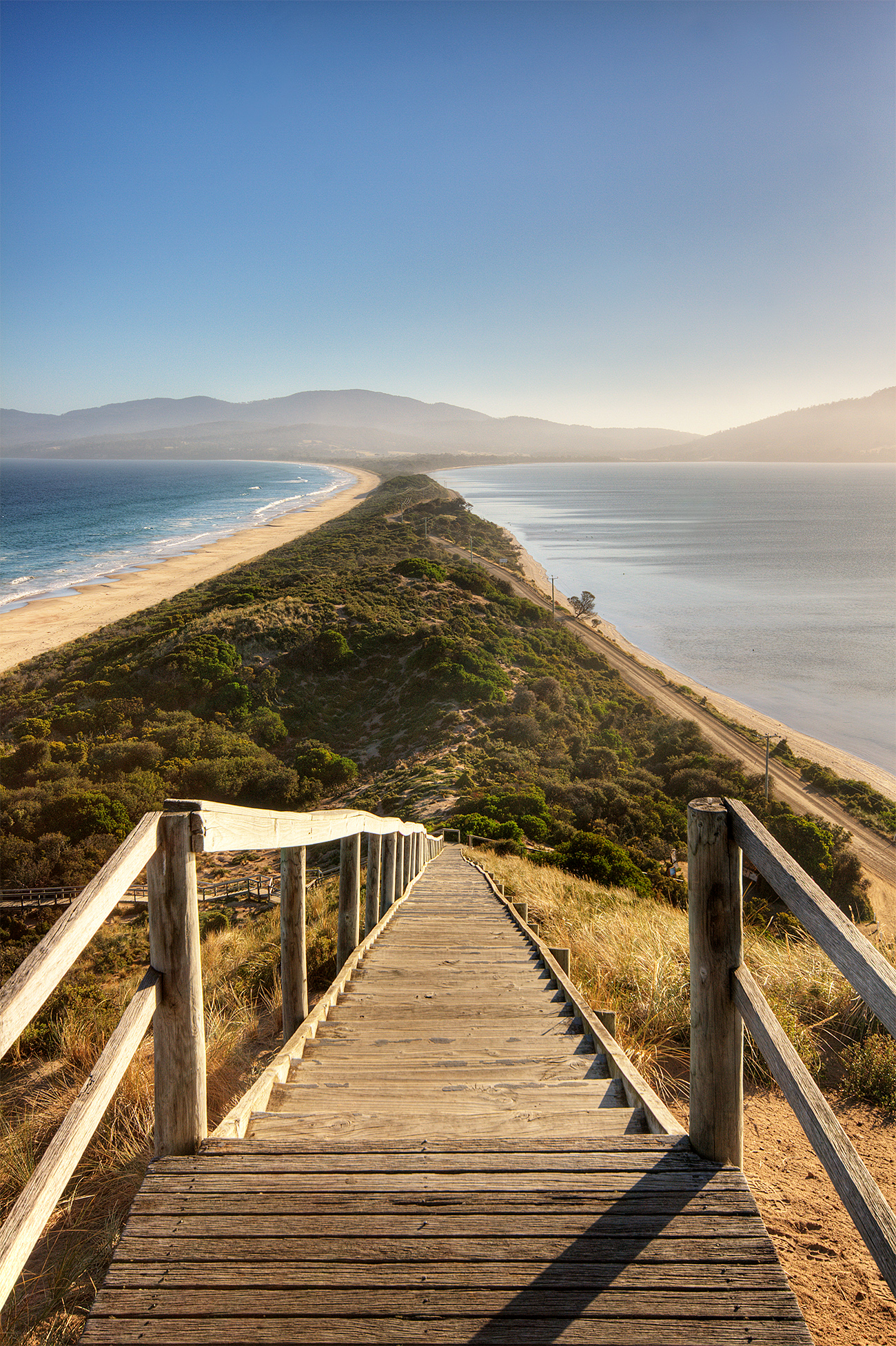
Przesmyk łączący część północną i południową na wyspie Bruny.

Przesmyk (międzymorze, istm) – wąski pas lądu łączący dwa większe obszary lądowe, oddzielający od siebie dwa morza, oceany lub inne akweny. Przesmyki stanowią najkorzystniejsze miejsca do budowy kanałów dla żeglugi morskiej, np. Kanał Panamski zbudowany został na Przesmyku Panamskim, a Kanał Sueski na Przesmyku Sueskim.
W innym znaczeniu: wąskie, ciasne przejście między skałami, budynkami itp.